# Велики петак
Велики петак (грч. Μεγάλη Παρασκευή), или Страсни петак, хришћански је празник, који је према хришћанској религији обележен страдањем Исуса Христа, његовим распећем на часни крст и његовом смрћу за спасење света.
Тог дана, Црква се сећа догађаја који су непосредно претходили Христовом Распећу; почевши од извођења Исуса Христа пред суд Понтија Пилата, неуспелог покушаја да Га оптуже, па до гласног викања јудејског народа: "Распни Га!"; ношења крста кроз град, на путу према Голготи; разапињања и праштања џелатима речима: "Оче, опрости им, јер не знају шта раде"; умирања, уклањања са крста, помазивања миром, повијања тела платном и полагања у гроб; постављања страже да чува гроб да неко не украде његово тело.
За велики петак треба избегавати сваку физичку активност, славље и пороке.

## Догађај
У ноћи између Великог четвртка и Великог петка, Христа су мучили и бичевали. Понтије Пилат је предао Исуса Јудејима, рекавши да не може да га осуди, јер није нашао никакве кривице, и да је тај човек невин. Јудеји су увидели да могу само да муче Исуса, али не могу да Га осуде, па су рекли Пилату да се Исус у ствари буни против императора, јер себе проглашава царем, а за такав грех Римљани морају да казне починиоца. Како је то било уочи Пасхе, највећег јудејског празника, обичај је налагао да се један затвореник пусти на слободу. Пилат је питао народ кога да ослободи: Исуса Христа или Вараву, разбојника, који је убио неколико римских војника. Светина, нахушкана од фарисеја, тражила је Вараву. Пилат је питао шта да уради с Исусом, а светина је урлала: „Распни га! Распни га!"
Христу су ставили трнов венац на главу, а на плећа навалили тешки крст и повели путем који и данас, две хиљаде година касније, носи име Улица бола. Пљували су га и добацивали погрдне речи. Нашао се ту и један добар човек, Симон из Киринеје, који се сажалио и помогао Господу да носи Крст Страдања. На брду Голгота су поставили три крста, на која су разапели Христа и двојицу разбојника. Христов крст је био у средини. И после свих претрпљених мука и понижења, Христос је молио свог Оца Небеског да опрости људима, јер не знају шта чине. Кад је, око три сата по подне (по нашем рачунању времена), Свој дух предао Оцу, сва природа, Божја творевина, побунила се против неправде и злочина: помрачило се сунце, отварали се гробови, затресла се земља. Завеса у храму се расцепила одозго до доле. Камење се, уз страшан прасак, распадало. Стене су пуцале. Тако су се обистиниле Христове речи да ће и мртво камење сведочити Живога Бога. Капетан који је стражарио код крста, рекао је да је тај Човек заиста био праведник, а окупљени народ обузео је неизрециви ужас.
Поред Крста је остала Богородица са апостолом Јованом, Маријом Магдалином и још неким женама. Нема и скамењена од бола, гледала је Богородица беживотно тело свога Сина и Бога. Јосиф из Ариматеје је отишао Пилату и измолио да са крста скине Христово тело и сахрани га. Пилат је, зато што је сутра субота (када се ништа не ради), а да тело не би стајало на крсту три дана, дозволио да Га скину са крста. Христово тело су обавили платном и однели у нову гробницу, коју је Јосиф био припремио за себе. Гроб је био уклесан у стени. Кад су положили Христово тело, на улаз су навалили огроман камен. Римљани су поставили страже унаоколо, плашећи се да хришћани не узму тело.

## Празновање
У време када је Христос предао дух Свој Оцу, у свим православним храмовима се износи Плаштаница. То је платно на којем је приказано Христово полагање у гроб. Плаштаница се поставља испред олтара, на посебно украшен одар, који представља гроб Христов. Верници у највећем реду и са дубоким поштовањем, прилазе Плаштаници и целивају је. На Велики петак се строго пости (храна се спрема на води), зато што све мисли и молитве треба да буду упућене Господу и подсећању да је Он Себе принео на жртву, из љубави према свима нама.